# Manoir de Kožlí u Čížové

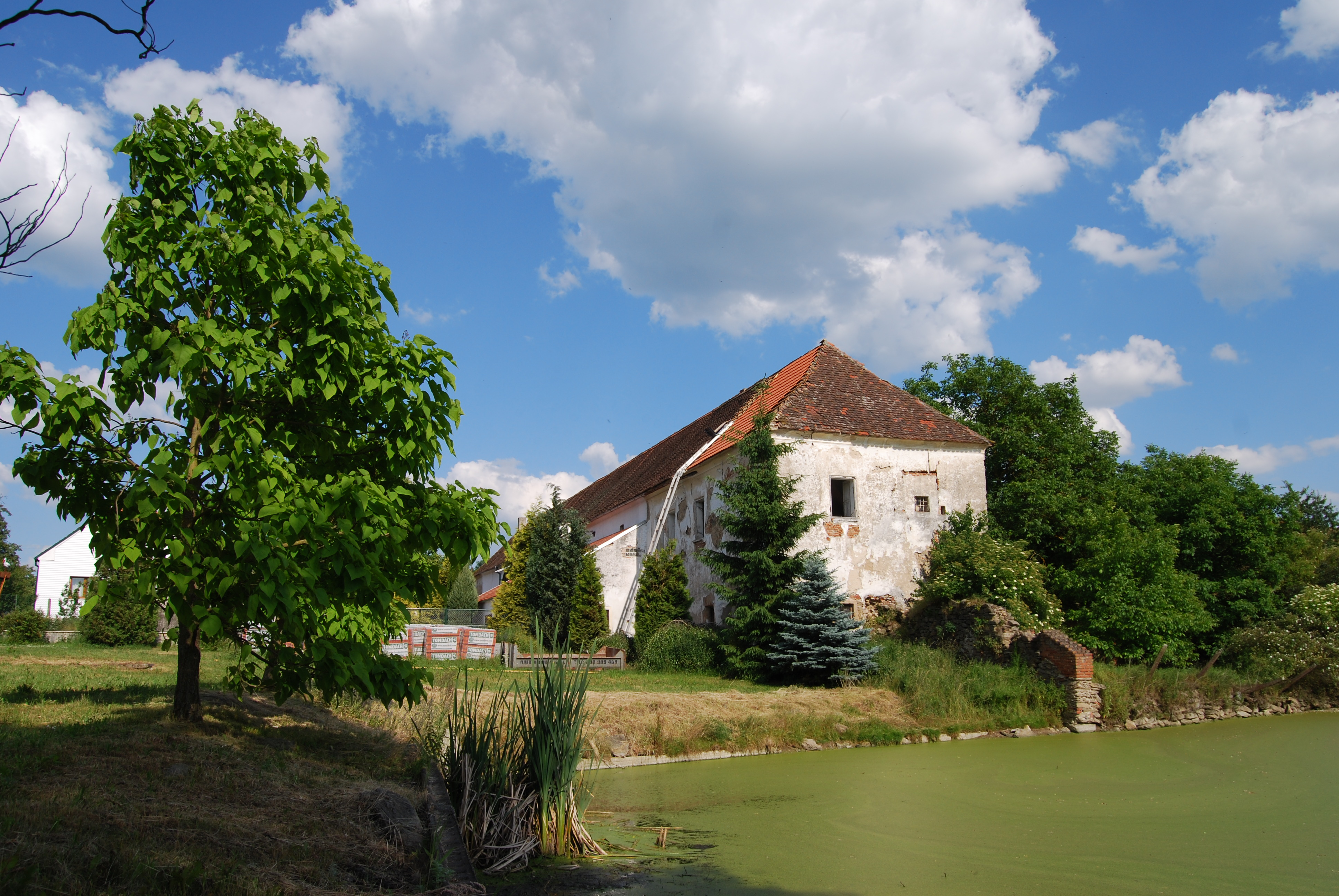
Vue du village, à droite le mur du Bas Moyen-Âge.

Le manoir de Kožlí u Čížové, ou « maison forte » de Kožlí-lez-Čížov (en tchèque : tvrz), occupe le sud-ouest du même village, dans l'arrondissement de Písek, au sud-ouest de la République tchèque. Ce fut une résidence seigneuriale dès le XIVe siècle. 
À présent, le manoir Renaissance est intégré dans un complexe de bâtiments agricoles. Le style de la longue bâtisse rectangulaire au nord d’une basse-cour est très simple, et elle ne se distingue que par un escalier extérieur, ses fenêtres de plein cintre, et quelques chambranles de granit.

## Histoire

### 1396–1629
Si les sources du XXe siècle signalent une « maison forte de Kožlí », terme consacré par la suite, elles précisent aussi qu’« on ne sait nullement où était le fort des seigneurs de Kožlí, ni s’il exista jamais ». Aussi cet article n’entend-il qu’une ferme fortifiée, avérée, non une forteresse, pas plus ancienne que 1600, date de sa transformation en manoir.
Paul de Kožlí (Paul Le Bouc ?) en fut le premier propriétaire, cité en 1396, avant son fils Jean en 1444. On sait des livres terriers que la ville franche de Písek posséda la ferme – et bien d’autres alentour pendant son essor, et ce jusqu’en 1547, quand elle fut confisquée par Ferdinand Ier en représailles de la rébellion de Písek contre son pouvoir. Certaines sources affirment que la Chambre tchèque, l’équivalent du Domaine royal français, céda la ferme à Adam Řepicky Sudoměř, en 1549; la transaction reste incertaine car on sait que Ferdinand Ier disposa du bien en 1553, comme s'il n'avait pas été alloué, et le rattacha au domaine voisin de Sedlc. Quoi qu’il en fût, Kožlí appartenait bien aux chevaliers de Kalenice à la fin du XVIe siècle, lorsqu’ils donnèrent un style Renaissance à la demeure. 

### 1629–1666
La ferme forte devenue manoir, Jean de Kalenic (†1629) en fit don, avec le village de Kozly et trois autres, à sa fille Jeanne dont ce fut la dot de son mariage avec le chevalier Jan Václav Běšin z Běšín, issu d’une branche mineure de famille d’échevins promus pour être restés fidèles à Rome et à l’Empire durant la période hussite ; Jan Vaclav de Běšín, l’un des deux gouverneurs du Prácheňsko (la région de Písek), sis à Kožlí et Součice (auj. Svučice), s’illustra aussi à sa défense contre les Suédois (1648). Leur fils vendit la ferme devenue redondante en 1666, comme une « cour fortifiée avec brasserie et village », à Pierre Maximilien Rozhovsky de Krucemburk et son épouse Elizabeth de Besino.

### 1666–1715
Les Rozhovští forment une lignée plus discrète. On sait qu’Elizabeth eut cinq fils et vendit Kožlí en 1704 à Jean Pierre Dejm de Střítež, qui la rattacha à ses terres de Čížová (5 km), dans sa famille depuis 1560, avec Drhovle (7 km). Les Dejm, une vieille famille de chevaliers, furent anoblis au XVIIIe siècle, et l’un de ses membres devint comte à titre héréditaire (1730).

### 1715–1753
Par contrat daté de 1712, Pierre Dejm de Střítež revendit Kožlí et Drhovle à Marie Josépha Černín de Chudenic, propriétaire de riches autres domaines, dont Mělník. Kožlí fut transmis dans sa famille jusqu'à la Première République (1918-1938). Elle destina le manoir à son fils François Antoine qui le reçut à sa majorité (1715) et en fit le centre d'un large domaine (voir le Musée national du palais Lobkowicz de Prague). Lui et son épouse commanditèrent aussi la chapelle du village, au nord du manoir, et dont l’autel porte leurs armes respectives. Tout laisse croire qu’ils furent les instigateurs des décorations baroques, dont les chambranles des portes et l’escalier extérieur.

### 1753–2014
La fille de François Antoine de Czernin, Marie Ludmila, épousa le puîné du prince de Lobkowicz, Auguste Antoine (1729-1803) avec une dot importante – Mělník, Byšice, Šopka, Čečelice, Skuhrov, Kožlí, Drhovle, Čížová s Vráží, Sedlice, Brloh, etc. Les Lobkowicz ne résidèrent plus à Kožlí et firent du rez-de-chaussée des appartements de députation, avec commerces, cave, glacière et brasserie à fermentation basse ; le gérant du domaine résidait dans un appartement à l'étage.
Le dernier propriétaire des familles Černín et Lobkowicz fut George Christian, l'un des plus grands athlètes de son temps, pilote de course automobile de renommée internationale, qui mourut en 1932 sur la piste d’Avus. Ses biens furent vendus, dont «  une ferme de 44 ha à Brloh et Kožlí », qui devint une coopérative agricole bientôt à l’arrêt. Le manoir, avec quelques terres et installations furent cédés à la famille Vrbovy, et confisqués après Seconde Guerre par le régime communiste. Le kolkhoze resta actif pendant trente ans, en protégeant le site des intempéries. En 1988, Jaromir Czernin-Stach, historien dont la mère était une Černín de Chudenic, racheta le domaine sans y habiter. Après sa mort, Tomáš Věchet et Laurent Aubé entreprirent un assainissement des bâtiments (2014).

## Description
À l’est du rez-de-chaussée, dans la suite de la chambre froide et des caves du sous-sol, les salles de stockage conservent leurs arcs-doubleaux brisés en tiers-point avec, dans le style local Renaissance, les pointes décalées les unes par rapport aux autres, et une fonction essentiellement décorative. La pièce Renaissance à l’extrémité ouest, près de l‘étang, possède un pilier médiéval central qui permet d’envisager une charge plus lourde à l'étage ou aux étages supérieurs ; il n’y a pas de preuve de son utilisation au XIVe siècle mais le renforcement de son plafond, ses murs plus larges et ses contreforts intérieurs ne sont pas sans rappeler la tour de Trouillas au palais des papes d’Avignon.
La totalité du premier étage est à planchers et plafonds plats, en trames de pin. Résidence au début du XVIIIe, il devint un silo lorsque Kožlí perdit son rôle de résidence et reprit une fonction d’espace d’habitation, dans sa partie ouest, au XIXe et au XXe siècle. Les couches successives d’enduits et peintures suggèrent une transformation au troisième quart du XIXe siècle. La partie Est reste un silo à grain. Les deux faces latérales montrent de sporadiques graffiti de la Renaissance. La cour, au sud, renferme une étable baroque au sud-ouest et un mur médiéval qui court de l’angle nord-ouest du bâtiment principal à l’étable, fermant ainsi la basse-cour.
La série Châteaux et forteresses en Bohême, Moravie et Silésie (partie V, Bohême du Sud, Prague, 1986, p. 114) cite les Rozhovský de Krucemburk et les Kocovských de Krausenburk. Il s’agirait d’une variation lexicale. Elle indique aussi qu’en 1715 le chevalier Dejm vendit la maison forte de Kozli aux Černín et qu’elle « a complètement disparu et nous ne savons pas où  elle se dressait autrefois », mais aussi que le château de style Renaissance des Czernin fut reconstruit en style baroque en conservant le cœur de l'édifice original.